# Рушевиця
45°11′ пн. ш. 15°43′ сх. д. / 45.19° пн. ш. 15.72° сх. д.
Рушевиця (хорв. Ruševica) — населений пункт у Хорватії, в Карловацькій жупанії у складі громади Цетинград.

## Населення
Населення за даними перепису 2011 року становило 57 осіб.
Динаміка чисельності населення поселення: